# 14575 Jamesblanc
14575 Jamesblanc este un asteroid din centura principală de asteroizi.

## Descriere
14575 Jamesblanc este un asteroid din centura principală de asteroizi. A fost descoperit pe 28 august 1998 la Socorro, New Mexico, în cadrul proiectului LINEAR. Asteroidul prezintă o orbită caracterizată de o semiaxă mare de 2,30 ua, o excentricitate de 0,16 și o înclinație de 2,3° în raport cu ecliptica.